# Ратинген
Ратинген (њем. Ratingen) град је у њемачкој савезној држави Северна Рајна-Вестфалија. Једно је од 10 општинских средишта округа Метман. Према процјени из 2010. у граду је живјело 91.704 становника. Посједује регионалну шифру (AGS) 5158028, NUTS (DEA1C) и LOCODE (DE RAT) код.

## Географски и демографски подаци
Ратинген се налази у савезној држави Северна Рајна-Вестфалија у округу Метман. Град се налази на надморској висини од 35–180 метара. Површина општине износи 88,7 km². У самом граду је, према процјени из 2010. године, живјело 91.704 становника. Просјечна густина становништва износи 1.034 становника/km².

## Међународна сарадња
| Мјесто     | Држава               | Врста сарадње | Од    |
| ---------- | -------------------- | ------------- | ----- |
|            | Француска            | партнерство   | 1963. |
| Хујшан     | Кина                 | партнерство   | 2007. |
| Гагарин    | Русија               | партнерство   | 1998. |
|            | САД                  | партнерство   | 1983. |
| Блајт-Вали | Уједињено Краљевство | партнерство   | 1986. |
| Кокола     | Финска               | партнерство   | 1989. |
|            | Француска            | партнерство   | 1958. |
| Извор      |                      |               |       |